# The Power/悲しきヘブン (Single Version)
「The Power/悲しきヘブン (Single Version)」（ザ・パワー/かなしきヘブン シングル・ヴァージョン）は、2014年7月16日にアップフロントワークス（zetimaレーベル）から発売された℃-uteのメジャー25枚目のシングル。

## 概要
- 初回生産限定盤A・B・C・D、通常盤A・Bの6形態で発売。すべての初回生産限定盤はCD+DVDで、すべての通常盤はCDのみとなっている。すべての初回生産限定盤にイベント抽選シリアルナンバーカードが封入されている。初回仕様の通常盤A・Bにはトレカサイズ生写真（ランダム、通常盤A：「The Power」衣裳のソロ5種+集合1種、通常盤B：「悲しきヘブン (Single Version)」衣裳のソロ5種+集合1種）が封入されている。
- 「悲しきヘブン」は2012年のシングル「会いたい 会いたい 会いたいな」の通常盤及び初回生産限定盤Aのカップリングとして収録された鈴木愛理・岡井千聖のデュオ曲であったが、ファン人気が高かったことなどから他メンバーもバッキングボーカルとして参加した形で℃-ute名義によりシングルヴァージョンとして再収録されることとなった。

## 収録曲
全作詞・作曲：つんく

### 初回生産限定盤A・C、通常盤A
1. The Power
編曲：KOH
2. 悲しきヘブン (Single Version)
編曲：板垣祐介
3. The Power (Instrumental)
4. 悲しきヘブン (Single Version) (Instrumental)

初回生産限定盤A付属DVD
1. The Power（Music Video）

初回生産限定盤C付属DVD
1. The Power (Dance Shot Ver.)
2. The Power (ジャケット・MV撮影メイキング映像)

### 初回生産限定盤B・D、通常盤B
1. 悲しきヘブン (Single Version)
2. The Power
3. 悲しきヘブン (Single Version) (Instrumental)
4. The Power (Instrumental)

初回生産限定盤B付属DVD
1. 悲しきヘブン (Single Version) (Music Video）

初回生産限定盤D付属DVD
1. 悲しきヘブン (Single Version) (Dance Shot Ver.)
2. 悲しきヘブン (Single Version) (ジャケット・MV撮影メイキング映像)

## 参加ミュージシャン
The Power
- プログラミング：KOH
- コーラス：CHINO・山尾正人

悲しきヘブン (Single Version)
- プログラミング＆ギター：板垣祐介